# Joseph-Sauveur-Jacques Graffan
Joseph Sauveur Jacques Graffan (Tuïr, Rosselló, 6 d'agost de 1757 - ?) fou un polític francès. Era fill del notari Jacques Graffan i de Thérese Ripoll, va estudiar dret i fou escollit diputat pel Tercer Estat als Estats Generals de 1789 per la província del Rosselló i fou membre de l'Assemblea Constituent fins a setembre de 1791, on va passar desapercebut.